# Galium idubedae
Galium idubedae är en måreväxtart som först beskrevs av Carlos Pau och Jean Odon Debeaux, och fick sitt nu gällande namn av Carlos Pau och Friedrich Ehrendorfer. Galium idubedae ingår i släktet måror, och familjen måreväxter. Inga underarter finns listade i Catalogue of Life.